# Isoetes olympica
Isoetes olympica är en kärlväxtart som beskrevs av Addison Brown. Isoetes olympica ingår i släktet braxengräs och familjen Isoetaceae. Inga underarter finns listade i Catalogue of Life.
Artens sporangium (organet som producerar sporer) har ett genomskinligt hölje men huden är inte full utvecklad. Den stora varianten av sporerna (megasporer) är upp till 500 µm stora.
Arten har flera mindre och från varandra skilda utbredningsområden i östra Medelhavsregionen. Den förekommer vid två mindre bergstrakter i Syrien samt i landskapet Bithynien i nordvästra Turkiet kring berget Uludağ. Isoetes olympica är en vattenväxt som hittas i dammar och pölar i fuktiga gräsmarker. Vattenansamlingarnas botten bildas av lera.
Artepitet i det vetenskapliga namnet syftar på berget Uludağ som även är känt som Olympos (ett av många berg som utpekades som gudarnas boning).
I Turkiet skapades skidanläggning i regionen där arten lever och populationen är kanske utdöd. Vid en undersökning året 2007 hittades inga exemplar. I Syrien används gräsmarkerna som betesmark vad som kan påverka populationen negativt. IUCN listar Isoetes olympica som akut hotad (CR).